# Relaciones Croacia-Perú
Las relaciones Croacia-Perú se refieren a las relaciones bilaterales entre Croacia y Perú. Ambos países establecieron relaciones diplomáticas el 12 de enero de 1993. Croacia está representada en Perú a través de su embajada en Santiago y a través de un consulado honorario en Lima. Perú está representado en Croacia a través de su embajada en Bucarest y a través de un consulado honorario en Zagreb.
En Perú vive una gran comunidad de personas de ascendencia croata, principalmente en Lima, Callao y Cerro de Pasco. La mayoría de los croatas llegaron al Perú entre el período de entreguerras. Más de una docena de familias de ascendencia croata viven solo en Arequipa. En Lima, hay más de 40 familias.

## Historia

### SigloXX
Los primeros inmigrantes croatas llegaron al Perú durante el siglo XVI, procedentes de Dalmacia, hasta la costa peruana. El señor de Dubrovnik, Basilije Basiljević, llegó al Perú en 1573, atraído por la leyenda de El Dorado. En Cuzco, la capital de los incas, los marineros croatas y Basiljević construyeron la iglesia de San Blas. Más tarde, las familias Divočići y Škrabonje y otros colonos llegaron de la región de Dubrovnik. Un mayor número de croatas llegó a Perú en la segunda mitad del siglo XIX y principios del XX, cuando floreció el negocio de la exportación de fertilizantes naturales de guano. Más tarde, los croatas comenzaron a comerciar con cobre, oro y plata. El 7 de enero de 1906, la Sociedad de Beneficencia Eslava fue fundada por eslavos locales, la mayoría de ellos croatas. Ivan Ostoja fue nombrado presidente y el cónsul honorario de Austria, Walter Justus, fue nombrado presidente honorario.  En 1911, surgió una disputa sobre qué bandera usar para la sociedad, lo que llevó a algunos miembros serbios a abandonar la organización, fundando una sociedad paralela el mismo año que funcionó hasta 1917, cuando los serbios se unieron nuevamente a la sociedad eslava después de la eliminación de los retratos del emperador Francisco José I de Austria y su consorte debido al sentimiento nacionalista que surgió durante la Primera Guerra Mundial.
Las relaciones entre Perú y el entonces Reino de Yugoslavia se remontan a la década de 1920, ya que este último había establecido un consulado honorario en Lima y el primero tenía consulados en Belgrado y Zagreb en 1929. La minoría croata en Perú presente en la capital de la ciudad, Callao y Cerro de Pasco, estaba representada por la Sociedad Yugoslava en el centro de Lima. Durante la Segunda Guerra Mundial en Yugoslavia, Perú estableció relaciones económicas y consulares con el gobierno yugoslavo en el exilio en octubre de 1942. El consulado honorario en Lima estaba en ese momento administrado por croatas, mientras que el consulado oficial y la embajada estaban ubicados en Chile.
Después de la Segunda Guerra Mundial, una nueva ola de croatas llegó al Perú, la mayoría de ellos combatientes que lucharon contra las fuerzas partisanas de Josep Broz Tito. Las primeras llegadas ocurrieron en 1948 y 1949 debido a los esfuerzos de la Organización Internacional de Refugiados (OIR) y la cooperación del gobierno de José Luis Bustamante y Rivero. En 1948, después de la Segunda Guerra Mundial, un grupo de alrededor de 1000 emigrantes políticos croatas de toda Croacia llegaron al Perú. Según el censo peruano de 1993, había 187 personas que se identificaron como croatas, mientras que 269 lo hicieron como yugoslavos.
En 1969, la Sociedad Yugoslava se trasladó a su actual ubicación en el distrito de Jesús María en Lima. Durante este tiempo, se convirtió en una sociedad sin fines de lucro, transformándose en un club más recreativo. En 1973 cambió su nombre a Asociación Yugoslava de Dubrovnik, y durante la década de 1990 debido a las Guerras Yugoslavas, cambió a su nombre actual, Asociación Croata de Dubrovnik, en 1994. El club ahora actúa como el consulado honorario de Croacia en Perú.

### Historia actual
Tras la desintegración de Yugoslavia, Perú continuó sus relaciones con la República Federativa de Yugoslavia (Serbia y Montenegro) pero también reconoció a sus estados sucesores, como Croacia en 1993.
Ambos países firmaron un memorando de entendimiento en 2013.
Croacia se convirtió en parte del acuerdo de libre comercio entre Perú, Colombia (y más tarde Ecuador) y la Unión Europea en 2015.

## Visitas de alto nivel
Visitas de alto nivel de Croacia a Perú
- Ministro de Asuntos Exteriores y Europeos Gordan Grlić-Radman (2024)[17]